# 日本の漫画作品一覧 な行
あ行 |
か行 |
さ行 |
た行 |
な行 |
は行 |
ま行 |
や行 |
ら行 |
わ行 |
読切 |
日本の漫画作品一覧 な行（にほんのまんがさくひんいちらん なぎょう）は、日本の漫画作品のうち、な行に分類される作品の一覧である。

## な
- なぁゲームをやろうじゃないか!!（桜玉吉、月刊アフタヌーン）
- Ns'あおい（こしのりょう、モーニング）
- ナースエンジェルりりかSOS（原作：秋元康、作画：池野恋、りぼん）
- ナース・ステーション（島津郷子、YOU）
- NERVOUS BREAKDOWN（たがみよしひさ、月刊コミックNORA）
- なーんとなくブーリン（森真里、週刊少年サンデー増刊号）
- 内閣権力犯罪強制取締官 財前丈太郎（原作：北芝健、漫画：渡辺保裕、週刊コミックバンチ）
- 内閣総理大臣 織田信長（志野靖史、ヤングアニマル）
- ナイショノジカン（藍川さき、Sho-Comi）
- ないしょのつぼみ（やぶうち優、小学館の学年別学習雑誌）
- ないしょのハーフムーン（赤石路代、別冊少女コミック）
- ないしょのプリンセス（水沢めぐみ、りぼん）
- ナイショのマンガ家 となりのゆとりさん（佐伯イチ、ガンガンONLINE）
- 1001（杉崎ゆきる、月刊Asuka）
- NIGHT ADULTCHILDREN（たがみよしひさ、月刊コミックNORA）
- Knight andN day（石森章太郎、プレイコミック）
- ないとバード（里見桂、週刊少年サンデー）
- ナイトメア・ゴー・ラウンド（鈴見敦、ヤングガンガン）
- ナイトメア☆チルドレン（藤野もやむ、月刊ガンガンWING）
- ナイトメア・ファンク（竹村洋平、ジャンプスクエア）
- NIGHTMARE MAKER（Cuvie、ヤングチャンピオン烈）
- ナイン（あだち充、週刊少年サンデー増刊号）
- NINETEEN 19（きたがわ翔、週刊ヤングジャンプ）
- 9デイズワンダー（福井瞬×オオノヨウ、別冊少年チャンピオン）
- 9 to 5 Love×Mission（長谷部百合、プチコミック増刊）
- ナインパズル（酒井まゆ、りぼん）
- Now playing（一二三、ガンガンONLINE）
- 奈緒子（原作：坂田信弘、作画：中原裕、ビッグコミックスピリッツ）
- 修理もん研究室（寺沢大介、ビッグコミックオリジナル）
- 中川翔子物語〜空色デイズ〜（原明日美、なかよし）
- ナガサレール イエタテール（ニコ・ニコルソン、ぽこぽこ）
- ながされて藍蘭島（藤代健、月刊少年ガンガン）
- 永沢君（さくらももこ、ビッグコミックスピリッツ）
- なかじまなかじま（西炯子、MELODY）
- 中空知防衛軍（あさりよしとお）
- 永田町ストロベリィ（酒井まゆ、りぼん）
- ながたんと青と-いちかの料理帖-（磯谷友紀、Kiss）
- 長門有希ちゃんの消失（原作：谷川流、キャラクター原案：いとうのいぢ、漫画：ぷよ、ヤングエース）
- ナカノヒトゲノム【実況中】（おそら、ジーンピクシブ）
- 中原くんの過保護な妹（ほっぺげ、まんがライフWIN）
- 中村工房（中村光、月刊ガンガンWING）
- なかよし公園（ねじまき我人、コミックブレイドZEBEL/コミックブレイドMASAMUNE→月刊コミックブレイドアヴァルス→月刊コミックアヴァルス）
- 仲よし手帖（長谷川町子、少女倶楽部→少女）
- 流れ星レンズ（村田真優、りぼん）
- 流れ星ロマンス（高瀬綾、なかよし）
- NAGI（花見沢Q太郎、ヤングキングアワーズ）
- 椰（流水凜子、ホラーハウス）
- なぎさちゃんのカレシ（未影、ヤングアニマル嵐/ヤングアニマルあいらんど）
- ナギサマリンライフ（あまおう、月刊キスカ）
- なぎさMe公認（北崎拓、週刊少年サンデー）
- 亡き少女の為のパヴァーヌ（こげどんぼ*、月刊コミックブレイド）
- なきむしステップ（カザマアヤミ、まんがタイムきららフォワード）
- 南Q阿伝（光永康則、月刊少年シリウス）
- 泣くな! 十円（つのだじろう、週刊少年チャンピオン）
- 泣くようぐいす（木多康昭、週刊少年マガジン）
- 殴るぞ（吉田戦車、ビッグコミックスピリッツ）
- 嘆きの健康優良児（完顔阿骨打、COMICペンギンクラブ山賊版）
- なごみクラブ（遠藤淑子、まんがライフオリジナル）
- なごみさん（宮本福助、モーニング）
- 茄子（黒田硫黄、月刊アフタヌーン）
- なずなよなずな（大島弓子、週刊少女コミック）
- なぜか笑介（聖日出夫、ビッグコミックスピリッツ）
- なぜ備さんはいつもいやらしいことばかり想定して危機管理しているの?（まいたけ、コミック アース・スター）
- なぜだ内藤（赤のキノコ、月刊少年エース）
- なぜ東堂院聖也16歳は彼女が出来ないのか?（内乃秋也×茂木完田、月刊少年ライバル）
- なぜなに!? 恋愛調査隊（萩わら子、りぼん）
- 謎解きドリル（河添太一、ガンガンONLINE）
- ナゾトキ姫は名探偵♥（阿南まゆき、ちゃおデラックス）
- 謎の彼女X（植芝理一、月刊アフタヌーン）
- 謎の村雨くん（いとうみきお、週刊少年ジャンプ）
- 謎部のアレ。（友吉、まんがタイムきららキャラット）
- ナチュラル（麻生いずみ、マーガレット）
- NATURAL（成田美名子、LaLa）
- ナチュン（都留泰作、月刊アフタヌーン）
- なつきクライシス（鶴田洋久、ベアーズクラブ→ビジネスジャンプ）
- なつき長月神無月（原作：藤本ひとみ、作画：さこう栄、なかよし）
- 夏子の酒（尾瀬あきら、モーニング）
- ナッちゃん（たなかじゅん、スーパージャンプ）
- 夏のあらし!（小林尽、月刊ガンガンWING→月刊ガンガンJOKER）
- ナツノクモ（篠房六郎、月刊IKKI）
- 夏の前日（吉田基已、good!アフタヌーン）
- なつのロケット（あさりよしとお、ヤングアニマル）
- 夏藤さんちは今日もお天気（わかつきめぐみ、Me）
- 夏への扉（竹宮恵子、花とゆめ）
- 夏生 ナウ プリンティング!（大乃元初奈、まんがタイムラブリー→まんがタイムオリジナル）
- ナツメキッ!!（七島佳那、Sho-Comi）
- 夏目家の妙な人々（わかつきめぐみ、デザート→デザート増刊ザ・フレンド）
- 夏目友人帳（緑川ゆき、LaLaDX→LaLa）
- 夏雪ランデブー（河内遙、FEEL YOUNG）
- なでしこ学園（富沢珠緒、なかよし）
- ナデシコクラブ（サカモトミク、花とゆめ/ザ花とゆめ）
- なでしこシュート!（神崎裕、なかよしラブリー）
- なでしこ3on3（秋吉由美子、まんがタイムスペシャル）
- なでしこ♥プリマ（久世みずき、ちゃお）
- NANA（矢沢あい、Cookie）
- 七色いんこ（手塚治虫、週刊少年チャンピオン）
- なないろ革命（柚原瑞香、りぼん）
- 七色刑事ムラサキ（茶留たかふみ、月刊少年ジャンプ）
- なな色マジック（あさぎり夕、なかよし）
- ななかさんの印税生活入門（kashmir、まんがタイムきららMAX）
- ななか6/17（八神健、週刊少年チャンピオン）
- ななかのふーりる（すか、フロムゲーマーズ）
- ナ*ナ*キ!!（水谷悠珠、月刊ComicREX）
- ななこSOS（吾妻ひでお、ポップコーン→月刊ジャストコミック）
- ななこまっしぐら!（小池恵子、まんがくらぶオリジナル/まんがライフ）
- ナナ子よ!（中島利行、なかよし）
- 名無しは一体誰でしょう?（原作：山田鐘人、作画：岡崎河亮、週刊少年サンデーS）
- 70億の針（多田乃伸明、月刊コミックフラッパー）
- 7センチ!（七島佳那、ChuChu）
- 7つの黄金郷（山本鈴美香、週刊マーガレット）
- 七つの大罪（鈴木央、週刊少年マガジン）
- 七つのマーブル（真野稔裕、ジャンプオリジナル）
- 七つ屋 志のぶの宝石匣（二ノ宮知子、Kiss）
- ナナとカオル（甘詰留太、ヤングアニマル嵐→ヤングアニマル）
- ななどなどなど（宇崎うそ、まんがタイムきららMAX）
- ナナとリリ（里中満智子、週刊少女フレンド）
- 七年目のかぞえ唄（曽祢まさこ、なかよしデラックス）
- 750ライダー（石井いさみ、週刊少年チャンピオン）
- ななひかり（高口里純、Chara）
- ナナマル サンバツ（杉基イクラ、ヤングエース）
- ななみくす! nana mix!（茜虎徹、月刊ドラゴンエイジ）
- ななみまっしぐら（みやさかたかし、まんがタイムジャンボ/まんがタイムポップ/まんがタイムスペシャル）
- なにかもちがってますか（鬼頭莫宏、good!アフタヌーン）
- 何もないけど空は青い（原作：西森博之、作画：飯沼ゆうき、週刊少年サンデー）
- ナニワ金融道（青木雄二、モーニング）
- ナニワ銭道（原作：青木雄二プロダクション、作画：及川コオ、週刊アサヒ芸能）
- ナニワトモアレ（南勝久、週刊ヤングマガジン）
- 菜の花の彼-ナノカノカレ-（桃森ミヨシ×鉄骨サロ、マーガレット）
- なの花つぼみ（土田よしこ、小学館の学年別学習雑誌）
- なのはなフラワーズ（青木俊直、まんがタイムジャンボ）
- なのは洋菓子店のいい仕事（若木民喜、週刊少年サンデー）
- 隠の王（鎌谷悠希、月刊Gファンタジー）
- ナポレオン -獅子の時代-（長谷川哲也、ヤングキングアワーズ）
- なまいきざかり。（ミユキ蜜蜂、花とゆめ）
- 名前はとうに失われた（長浜幸子、オフィスユー）
- 波打際のむろみさん（名島啓二、週刊少年マガジン）
- 並木橋通りアオバ自転車店（宮尾岳、ヤングキング/ヤングキングアワーズ）
- 涙雨とセレナーデ（河内遙、Kiss）
- なみだうさぎ〜制服の片想い〜（水瀬藍、Sho-Comi）
- 涙のバレーボール（塀内真人、マガジンSPECIAL）
- 涙のむこうにラブゴール（八木ちあき、なかよし）
- 涙をラッピング（竹田真理子、なかよし）
- 波よ聞いてくれ（沙村広明、月刊アフタヌーン）
- ナムジ（安彦良和）
- 〜なめねこ又吉最強伝説〜なめんなよ!（瀬戸カズヨシ、別冊コロコロコミック）
- 那由他（佐々木淳子、週刊少女コミック）
- なりひらばし電器商店（岩岡ヒサエ、イブニング）
- 成恵の世界（丸川トモヒロ、月刊少年エース）
- なるかみ長屋（島津蓮、ちゃぐりん）
- 鳴沢くんはおいしい顔に恋してる（山田怜、月刊コミックゼノン→WEBコミックぜにょん）
- NARCIS3（幻超二、COMICペンギンクラブ山賊版→コミックショーグン）
- なるたる（鬼頭莫宏、月刊アフタヌーン）
- NARUTO -ナルト-（岸本斉史、週刊少年ジャンプ）
- ナルどマ（米と書いてめーとる、comico）
- なれの果ての僕ら（内海八重、週刊少年マガジン→マガジンポケット）
- 南国少年パプワくん（柴田亜美、月刊少年ガンガン）
- 南国ちゅーばっか!（こむそう、月刊ヤングマガジン）
- 南国!ユタガール（餅西うまし、裏サンデー、マンガワン）
- ナン様とレン（なるあすく、マンガ★ゲット）
- 汝、誓いの口づけを…（太田早紀、Cheese!）
- 汝なやむことなかれ（筒井旭、マーガレット）
- なんじゃもんじゃ（伊藤静、モーニング）
- なんだかコワレ丸（矢也晶久、月刊少年ジャンプ）
- なんでここに先生が!?（蘇募ロウ、週刊ヤングマガジン）
- なんて古っ代!ファラオくん（小林拙太、最強ジャンプ）
- なんとかしなくちゃ!（原作：山中恒、漫画：いでまゆみ、なかよし）
- なんと孫六（さだやす圭、月刊少年マガジン）
- 何なら俺に話してみろ（佐佐木勝彦、マガジンGREAT→月刊少年マガジン）
- ナンバーガール（谷川ニコ、月刊コミック電撃大王→コミック電撃だいおうじ）
- ナンバー7（手塚治虫、日の丸）
- ナンバMG5（小沢としお、週刊少年チャンピオン）
- ナンバカ（双又翔、comico）
- ナンバデッドエンド（小沢としお、週刊少年チャンピオン）
- NUMBER10（キユ、週刊少年ジャンプ）
- ナンバーファイブ 吾（松本大洋、スピリッツ増刊IKKI→月刊IKKI）

## に
- ≒-ニア・イコール-（むらたたいち、まんがタイムきらら）
- ニーチェ先生〜コンビニに、さとり世代の新人が舞い降りた〜（原作：松駒、漫画：ハシモト、月刊コミックジーン）
- NEEDLESS（今井神、ウルトラジャンプ）
- ニーハオ パオパオ（ハタノヒヨコ、なかよし、なかよしラブリー）
- ニーベルングの指環（松本零士、中古車ファン→Web新潮）
- 贄姫と獣の王（友藤結、花とゆめ）
- にがくてあまい（小林ユミヲ、WEBコミック EDEN）
- 肉極道（原作：佐々木善章、漫画：森尾正博、週刊漫画TIMES）
- 肉の唄（コウノコウジ、週刊ヤングマガジン→別冊ヤングマガジン→月刊ヤングマガジン）
- 2組のお友達。（一條裕子、ビッグコミックスピリッツ）
- 肉嫁（みやびつづる、コミックドルフィン）
- にげない。 -あたしたちの格差ライフ-（高上優里子、なかよしラブリー）
- 逃げるは恥だが役に立つ（海野つなみ、Kiss）
- にこいち（あづまゆき、エース桃組）
- ニコイチ（金田一蓮十郎、ヤングガンガン）
- ニコニコ日記（小沢真理、コーラス）
- ニコニコはんしょくアクマ（カレー沢薫、月刊!スピリッツ）
- ニコ・ニコルソンのマンガ道場破り（ニコ・ニコルソン、ヤングアニマル）
- にこプリトランス（白雪しおん、まんがタイムきららMAX）
- 虹色仮面（高口里純、FEEL YOUNG）
- 虹色デイズ（水野美波、別冊マーガレット）
- 虹色とうがらし（あだち充、週刊少年サンデー）
- 虹色のウサギ（山口育孝、週刊コミックバンチ）
- 虹色のトロツキー（安彦良和、コミックトム）
- にじいろ☆プリズムガール（中原杏、ちゃお）
- 虹色ラーメン（馬場民雄、週刊少年チャンピオン）
- 西荻窪 三ツ星洋酒堂（浅井西、ミステリーボニータ）
- 西荻夫婦（やまだないと、FEEL YOUNG）
- 二次元王子オオタくん（清水まみ、Sho-Comi）
- 弐十手物語（原作：小池一夫、作画：神江里見、週刊ポスト）
- 西日暮里ブルース（ピョコタン、週刊少年タケシ）
- 虹野さん家のホワイトスワン（介錯、ニュータイプエース）
- 虹の伝説（原ちえこ、なかよし）
- 虹のナターシャ（原作：林真理子、漫画：大和和紀、Monthly mimi）
- 虹のプレリュード（手塚治虫、週刊少女コミック）
- 21エモン（藤子・F・不二雄、週刊少年サンデー）
- 24のひとみ（倉島圭、週刊少年チャンピオン）
- 20面相におねがい!!（CLAMP、コミックGENKi）
- 二十面相の娘（小原愼司、月刊コミックフラッパー）
- 24時間サンシャイン!（吉川景都、まんがタイムスペシャル）
- 20世紀少年（浦沢直樹、ビッグコミックスピリッツ）
- 虹を呼ぶ男（水島新司、週刊少年チャンピオン）
- 虹をよぶ拳（原作：梶原一騎、漫画：つのだじろう、冒険王）
- ニセコイ（古味直志、週刊少年ジャンプ）
- 2001夜物語（星野之宣、月刊スーパーアクション）
- 二代目はこすぷれーやー♥（甘詰留太、ヤングアニマル）
- 似たもの一家（長谷川町子、週刊朝日）
- 日常（あらゐけいいち、月刊少年エース/コンプティーク/4コマnanoエース）
- 日々にパノラマ（竹本泉、月刊コミックフラッパー）
- 二丁目路地裏探偵奇譚（コバヤシテツヤ、まんがタイムきらら）
- 日露戦争物語（江川達也、ビッグコミックスピリッツ）
- ニッポン博物誌（矢口高雄、週刊少年サンデー）
- ニッポンのワカ奥さま（木村和昭、まんがタイム）
- 2.5次元の誘惑（橋本悠、少年ジャンプ+）
- 2度目の恋は嘘つき（畑亜希美、プチコミック）
- ニニンがシノブ伝（古賀亮一、月刊コミック電撃大王）
- 2-Aの魔法使い（北条晶、まんがライフWIN）
- 鈍色の箱の中で（篠原知宏、LINEマンガ）
- 203号室の尽子さん（山田也、ミステリーボニータ）
- 200年の夜と孤独〜おひとりさま吸血鬼〜（松田円、まんがホーム）
- ニボシ君の変態（ミッチェル田中、月刊少年チャンピオン）
- 日本一の男の魂（喜国雅彦、週刊ヤングサンデー）
- ニポンゴ（空えぐみ、週刊ヤングジャンプ）
- 日本国初代大統領 桜木健一郎（原案：日高義樹、漫画：RYU、BART）
- 日本国大統領 桜坂満太郎（監修：日高義樹、作画：吉田健二、週刊コミックバンチ）
- 日本人の知らない日本語（蛇蔵&海野凪子）
- 日本動物記（飯森広一、コロコロコミック）
- 日本の民話（水木しげる、週刊漫画アクション）
- 日本の歴史 きのうのあしたは……（つぼいこう、朝日小学生新聞）
- 日本発狂（手塚治虫、高1コース）
- 日本ふかし話（中村雅之、月刊少年ジャンプ）
- にゃんぱいあ (yukiusa)
- にゃんこい!（藤原里、FlexComixブラッド→COMIC メテオ）
- にゃんこデイズ（たらばがに、コミックキューン）
- にゃんことカイザー（珠月まや、まんが4コマKINGSぱれっと）
- にゃんにゃがにゃん（いわおかめめ、ちゃお）
- NEW GAME!（得能正太郎、まんがタイムきららキャラット）
- NEWS×it（くろは、ガンガンONLINE）
- NEWSMAN（原作：矢島正雄、漫画：ふんわり、スーパージャンプ）
- ニューパラダイス（木下さくら、月刊コミックブレイド）
- N★Yバード（槇村さとる、別冊マーガレット）
- ニューヨークストーリーズ（森園みるく、FEEL YOUNG）
- ニューヨーク・ニューヨーク（羅川真里茂、花とゆめ）
- ニュクスの角灯（高浜寛、コミック乱）
- にょたいかっ。（龍炎狼牙、コミックファクトリー→コミックアライブPlus）
- 女犯坊（原作：滝沢解→坂本六有、劇画：ふくしま政美、漫画エロトピア→週刊漫画サンデー）
- ニョロ子の生放送!（むく、コミックキューン）
- にょろーん ちゅるやさん（原作：谷川流、キャラクター原案：いとうのいぢ、漫画：えれっと、月刊コンプエース）
- ニルヴァーナ・パニック!!（伊藤勢、月刊少年キャプテン）
- 庭先案内（須藤真澄、月刊コミックビーム）
- 人形師の夜（橘裕、LaLa DX）
- 人形芝居（高尾滋、花とゆめ/花とゆめステップ増刊/花とゆめプラチナ増刊/別冊花とゆめ）
- 人形峠 (漫画)（方條ゆとり、望月菓子）
- 任侠沈没（山口正人、別冊漫画ゴラク）
- 仁侠姫レイラ（原作：梶研吾、漫画：米井さとし、週刊少年チャンピオン）
- 人魚シリーズ（高橋留美子、週刊少年サンデー/週刊少年サンデー増刊号）
- NINKU -忍空-（桐山光侍、週刊少年ジャンプ）
- 人間噂八百（足立淳、コミック・ガンボ）
- 人間回収車（泉道亜紀、ちゃおデラックス/ちゃおデラックスホラー）
- 人間仮免中（卯月妙子）
- 人間倶楽部（寺館和子、Hime→Lady's comic hi）
- 人間昆虫記（手塚治虫、プレイコミック）
- 人間失格（原案：太宰治、漫画：古屋兎丸、週刊コミックバンチ→月刊コミック@バンチ）
- 人間失格 壊（原案：太宰治、漫画：二ノ瀬泰徳、チャンピオンRED）
- 人間ちゃんと俺（まどろみ太郎、月刊キスカ）
- 人間ども集まれ!（手塚治虫、週刊漫画サンデー）
- 忍者シノブさんの純情（ゆずチリ、ゲッサン）
- 忍者ハットリくん（藤子不二雄A、少年→月刊コロコロコミック/てれびくん/小学館の学年別学習雑誌）
- 忍者ハットリくん+パーマン 超能力ウォーズ（藤子不二雄、月刊コロコロコミック）
- 忍者ハットリくん+パーマン 忍者怪獣ジッポウVSミラクル卵（藤子不二雄、月刊コロコロコミック）
- 忍者パパ（山本康人、漫画アクション）
- 忍者飛翔（和田慎二、花とゆめ→別冊花とゆめ→月刊コミックフラッパー）
- 忍者マン一平（河合一慶、100てんコミック）
- 忍パラサイト（りおし、まんがタイムきららMAX）
- 忍ペンまん丸（いがらしみきお、月刊少年ガンガン）
- NINむすっ!（優実かづあき、コミックヴァルキリー）

## ぬ
- Nui!（迎夏生、月刊コミックラッシュ）
- ぬいぐるみっくす（泉ゆうじ、月刊ガム）
- ヌイグルメン!（唐沢なをき、イブニング）
- ヌードファイター柚希（爲永ゆう、モバMAN）
- ぬこづけ!（柚木色、花とゆめONLINE、花とゆめ）
- ぬこぬこ新撰組（耳式、月刊COMICリュウ）
- ぬすまれた放課後（原作：赤川次郎、漫画：松本洋子、なかよし）
- 盗んでリ・リ・ス（てぃんくる、ガンガンパワード）
- ぬらりひょんの孫（椎橋寛、週刊少年ジャンプ）
- ぬるめた（こかむも、まんがタイムきららMAX）

## ね
- ネイチャージモン（原作：寺門ジモン、漫画：刃森尊、別冊ヤングマガジン→月刊ヤングマガジン）
- ねぇ先生、知らないの?（浅野あや、プレミアCheese!）
- ねえ、honey知らないの?（ひうらさとる、Kiss）
- 独眼龍改（藤川祐華、ガンガン戦-IXA-/ガンガンONLINE）
- ネオ・ファウスト（手塚治虫、朝日ジャーナル）
- 願いごとは三回（喜多尚江、花とゆめ）
- ネガティブ・ツインタワー!（けものの★、FlexComixブラッド）
- ネガポジ（入江紀子、Kiss Carnival）
- ねぎ姉さん（小林銅蟲）
- ネギほ(幼)文（原作：赤松健、漫画：YUI、別冊少年マガジン）
- ネクログ（熊倉隆敏、月刊アフタヌーン）
- NECROMANCER（ソガシイナ、月刊少年シリウス）
- ネクロマンシア（はましん、月刊ガンガンWING）
- ネクロマンス（堂本裕貴、週刊少年マガジン→マガジンポケット）
- ネコあね。（奈良一平、別冊少年マガジン）
- 猫絵十兵衛 御伽草紙（永尾まる、ねこぱんち）
- ねこ神さま（ねこぢる、月刊コミックビンゴ）
- 猫神たま（はせ☆裕、月刊コミック電撃大王→電撃萌王ドットコム）
- 猫神やおよろず（FLIPFLOPs、チャンピオンRED いちご）
- ねこきっさ（ととねみぎ、まんがタイムきらら）
- ねこ球9（介錯、ウルトラジャンプエッグ）
- 猫楠（水木しげる、ミスターマガジン）
- 根こそぎフランケン（押川雲太朗、近代麻雀オリジナル→近代麻雀）
- 猫田のことが気になって仕方ない。（大詩りえ、りぼん）
- 猫田びより（久楽、少年ジャンプ+）
- ねこぢるうどん（ねこぢる、月刊漫画ガロ）
- 猫と私の金曜日（種村有菜、マーガレット）
- ネコなび（杉本ペロ、週刊少年サンデー）
- 猫なんかよんでもこない。（杉作）
- ねこにゆ〜り（kodomo兎、まんがタイムきららMAX）
- ねこねこ日本史（そにしけんじ、COMICリュエル）
- ねこ・ねこ・幻想曲（高田エミ、りぼん）
- ネコの王（小野敏洋、月刊サンデージェネックス）
- 猫のお寺の知恩さん（オジロマコト、ビッグコミックスピリッツ）
- NECONOCLASM（淺木柚乃、COMICパピポ）
- ねこのひたいであそぶ（なんにゃか、まんがタイムきららキャラット）
- ねこ、はじめました（環方このみ、ちゃお、ちゃおデラックス）
- 猫ピッチャー（そにしけんじ、読売新聞日曜版）
- ネコマジン（鳥山明、週刊少年ジャンプ→月刊少年ジャンプ）
- ねこまんが（こいずみまり、まんがくらぶオリジナル）
- 猫mix幻奇譚とらじ（田村由美、月刊フラワーズ→凛花→増刊flowers）
- ねこ耳少女シリーズ（原作：竹内薫、執筆協力：藤井かおり、作画：松野時緒）
- ネコミミデイズ（草野ほうき、月刊コミックガム）
- ねこみみぴんぐす（まりも、まんがタイムきららキャラット）
- ねこむすめ道草日記（いけ、月刊COMICリュウ）
- ねこめ〜わく（竹本泉、アップルミステリー→夢幻館→ホラー&ファンタジー倶楽部）
- 猫目小僧（楳図かずお、少年画報→週刊少年キング）
- 猫も、オンダケ（和田ラヂヲ、ComicWalker）
- ねこもころ（乙佳佐明、FlexComixブラッド）
- 猫ラーメン（そにしけんじ、コミックブレイドMASAMUNE→月刊コミックブレイド）
- ねこらぶ（米沢りか、LaLa DX）
- ねこロジカル（高田三加、モーニング）
- ねこわっぱ!（松本直也、週刊少年ジャンプ）
- ねジこ（千里ちひろ、ねこぱんち）
- ねじまきカギュー（中山敦支、週刊ヤングジャンプ）
- ねじまきジャック（吉田宙丸、月刊コミックブンブン）
- ねじゆるゆる（風上旬、まんがタイム）
- 熱愛プリンス お兄ちゃんはキミが好き（青月まどか、NextComicファースト→ネクストF）
- 熱血!!男盛り（南寛樹、週刊コミックバンチ）
- 熱血! 大冒険大陸（茶々組、コミックマスター）
- 熱笑!! 花沢高校（どおくまん、週刊少年チャンピオン）
- 捏造トラップ-NTR-（コダマナオコ、コミック百合姫）
- 熱帯少女（吉富昭仁、コミック百合姫S）
- 熱風KIDS（うちやましゅうぞう、マガジンSPECIAL）
- ネト充のススメ（黒曜燐、comico）
- ネバギバ!（武藤啓、花とゆめ）
- 涅槃姫みどろ（原作：大西祥平、漫画：中里宣、週刊少年チャンピオン）
- ネフィリム（草壁レイ、月刊コミックアライブ）
- 眠れる教室の喪女（風上旬、ヤングチャンピオン）
- 眠れる惑星（陽気婢、月刊サンデージェネックス）
- ねらいうち!（篠原知宏、マガジンSPECIAL）
- NERU -武芸道行-（比良賀みん也、週刊少年ジャンプ）
- 寝ろ、起きろ、学校行け!（施川ユウキ、Eleganceイブ）
- 年中無休★サンタさん!（仏さんじょ、月刊ComicREX）
- ねこねこベーカリー(キャラぱふぇ､別冊キャラぱふぇコミック､キャラぱふぇコミック&パズル)

## の
- NOiSE（弐瓶勉、アフタヌーンシーズン増刊）
- ノイローゼ・ダンシング（山下ゆたか、週刊ヤングマガジン）
- 農業ムスメ!（神楽みのり、WEBコミック EDEN）
- のうけん（長田亜弓、月刊IKKI）
- 脳子の恋（原作：井口昇、漫画：中川翔子、hon-nin）
- 悩殺ジャンキー（福山リョウコ、花とゆめ）
- 脳内ポイズンベリー（水城せとな、コーラス→Cocohana）
- 脳みそプルン!（川口憲吾、週刊少年マガジン）
- 能面女子の花子さん（織田涼、ITAN/ITAN WEB COMIC）
- ノー・ガンズ・ライフ（カラスマタスク、ウルトラジャンプ）
- ノーサイド（池田文春、ビジネスジャンプ）
- ノーハドル（西山優里子、マガジンSPECIAL）
- のーぶら（川津健二朗、月刊少年チャンピオン）
- ノーマーク爆牌党（片山まさゆき、近代麻雀オリジナル）
- ノーマン（手塚治虫、週刊少年キング）
- 逃亡花（原作：香川まさひと、作画：和気一作、週刊漫画ゴラク）
- 軒猿（薮口黒子、月刊ヤングジャンプ）
- ノ・ゾ・キ・ア・ナ（本名ワコウ、モバMAN）
- ノゾ×キミ（本名ワコウ、週刊少年サンデーS→週刊少年サンデー）
- のぞき屋（山本英夫、ヤングサンデー）
- のぞみウィッチィズ（野部利雄、週刊ヤングジャンプ）
- のぞむのぞみ（長月みそか、チェンジH→月刊ヤングキング→トランススイッチ）
- 野田ともうします。（柘植文、Kiss/Kiss PLUS/デジキス）
- のだめカンタービレ（二ノ宮知子、Kiss）
- のたり松太郎（ちばてつや、ビッグコミック）
- のちのちのシトロン（天乃タカ、月刊プリンセス）
- K.O.マサトメ（園田辰之助、週刊少年ジャンプ）
- NOT LIVES -ノットライヴス-（烏丸渡、月刊コミック電撃大王）
- 退引町お騒がせ界隈（遠藤淑子、花とゆめ）
- のどかnobody（原作：田山りく、作画：及川雅史、月刊ドラゴンエイジ）
- 長閑の庭（アキヤマ香、Kiss）
- ののちゃん（いしいひさいち、朝日新聞朝刊）
- ノノノノ（岡本倫、週刊ヤングジャンプ）
- のののリサイクル（作：云熊まく、画：綾見ちは、まんがタイムきららフォワード）
- のの美捜査中!（重野なおき、ヤングアニマル）
- 野ばらの森の乙女たち（白沢まりも、なかよし）
- 信長（原作：工藤かずや、作画：池上遼一、ビッグコミックオリジナル増刊→ビッグコミックスペリオール）
- 信長協奏曲（石井あゆみ、ゲッサン）
- のぶながちゃん公記（くりきまる、まんがくらぶオリジナル→月刊キスカ）
- 信長のシェフ（原作：西村ミツル、漫画：梶川卓郎、週刊漫画TIMES）
- 信長の忍び（重野なおき、ヤングアニマル）
- ノブナガン（久正人、コミック アース・スター）
- NOBELU -演-（原作：野島伸司、作画：吉田譲、週刊少年サンデー）
- 飲みに行こうぜ!!（二ノ宮知子、ヤングロゼ増刊ランチタイム）
- 蚤の王（安彦良和、モーニング新マグナム増刊）
- 野村24時（板倉梓、まんがライフオリジナル）
- のらうさぎ（小城徹也、ヤングガンガン）
- ノラガミ（あだちとか、月刊少年マガジン）
- のらくろ（田河水泡、少年倶楽部）
- のらみみ（原一雄、スピリッツ増刊IKKI→月刊IKKI）
- のりりん（鬼頭莫宏、イブニング）
- ノルマンディーひみつ倶楽部（いとうみきお、週刊少年ジャンプ）
- 呪いの黒十字（松本洋子、なかよし）
- のろい屋しまい（ひらりん、月刊COMICリュウ）
- 呪って♡あっこちゃん（猫部ねこ、なかよし）
- のんきくん（方倉陽二、小学館の学年別学習雑誌/月刊コロコロコミック）
- のんき君（植田まさし、漫画パンチ）
- ノンキナトウサン（麻生豊、報知新聞夕刊）
- のんすとっぷ（わだかづよ、なかよし）
- ノンストップ☆のん!!（こはら裕子、ちゃお）
- のんちゃんの手のひら（金子節子、Jourすてきな主婦たち）
- のんちゃんのり弁（入江喜和、モーニング）
- のんのんびより（あっと、月刊コミックアライブ）